# 小行星7845
小行星7845（英語：7845 Mckim）是一颗围绕太阳公转的小行星。1996年1月1日，小林隆男在大泉町发现了此天体。
这颗小行星的绝对星等为27.49996781933352等。